# Гайнц-Ойген Ебербах
Гайнц-Ойген Ебербах (нім. Heinz-Eugen Eberbach; 2 липня 1921, Есслінген — 20 листопада 1982) — німецький офіцер-підводник, оберлейтенант-цур-зее крігсмаріне, капітан-цур-зее бундесмаріне.

## Біографія
Син генерала танкових військ Генріха Ебербаха. 16 вересня 1939 року вступив на флот. З 1 лютого по 21 вересня 1941 року пройшов курс підводника. З 22 вересня 1941 року — навчальний офіцер 1-го навчального дивізіону підводних човнів в Плені. 15 листопада 1941 року направлений на будівництво підводного човна U-407 в Данцигу. З 18 грудня 1941 року — 2-й, з 19 жовтня 1943 року — 1-й вахтовий офіцер на U-407. 1-15 лютого 1944 року пройшов курс позиціонування (радіовимірювання), з 16 лютого по 31 березня — курс командира човна, з 1 квітня по травень — тактичну підготовку в 27-й флотилії. З 2 липня 1944 року — командир U-967, з 12 серпня 1944 року — U-230. 17 серпня вийшов у свій перший і останній похід. 21 серпня U-230 був затоплений і підірваний екіпажем після того, як наразився на мілину поблизу Тулона. Всі 50 членів екіпажу вижили, змогли захопити рибальський траулер і вирушили спочатку до Італії, але згодом, отримавши звістку про перебіг війни в Італії, вирішили попрямувати до Іспанії, щоб інтернуватися. 27 серпня 1944 року радар американського есмінця «Ерікссон» зафіксував траулер. Есмінець отримав наказ провести розслідування і виявив пошкоджений рибальський траулер з непрацюючим двигуном. Екіпаж U-230 потрапив у полон. 28 лютого 1946 року звільнений.

## Звання
- Кандидат в офіцери (16 вересня 1939)
- Морський кадет (1 лютого 1940)
- Фенріх-цур-зее (1 липня 1940)
- Оберфенріх-цур-зее (1 липня 1941)
- Лейтенант-цур-зее (1 березня 1942)
- Оберлейтенант-цур-зее (1 жовтня 1943)

## Нагороди
- Залізний хрест
  - 2-го класу (1 грудня 1942)
  - 1-го класу (4 листопада 1943)
- Нагрудний знак підводника (грудень 1942)